# Forêt pluviale de Great Bear

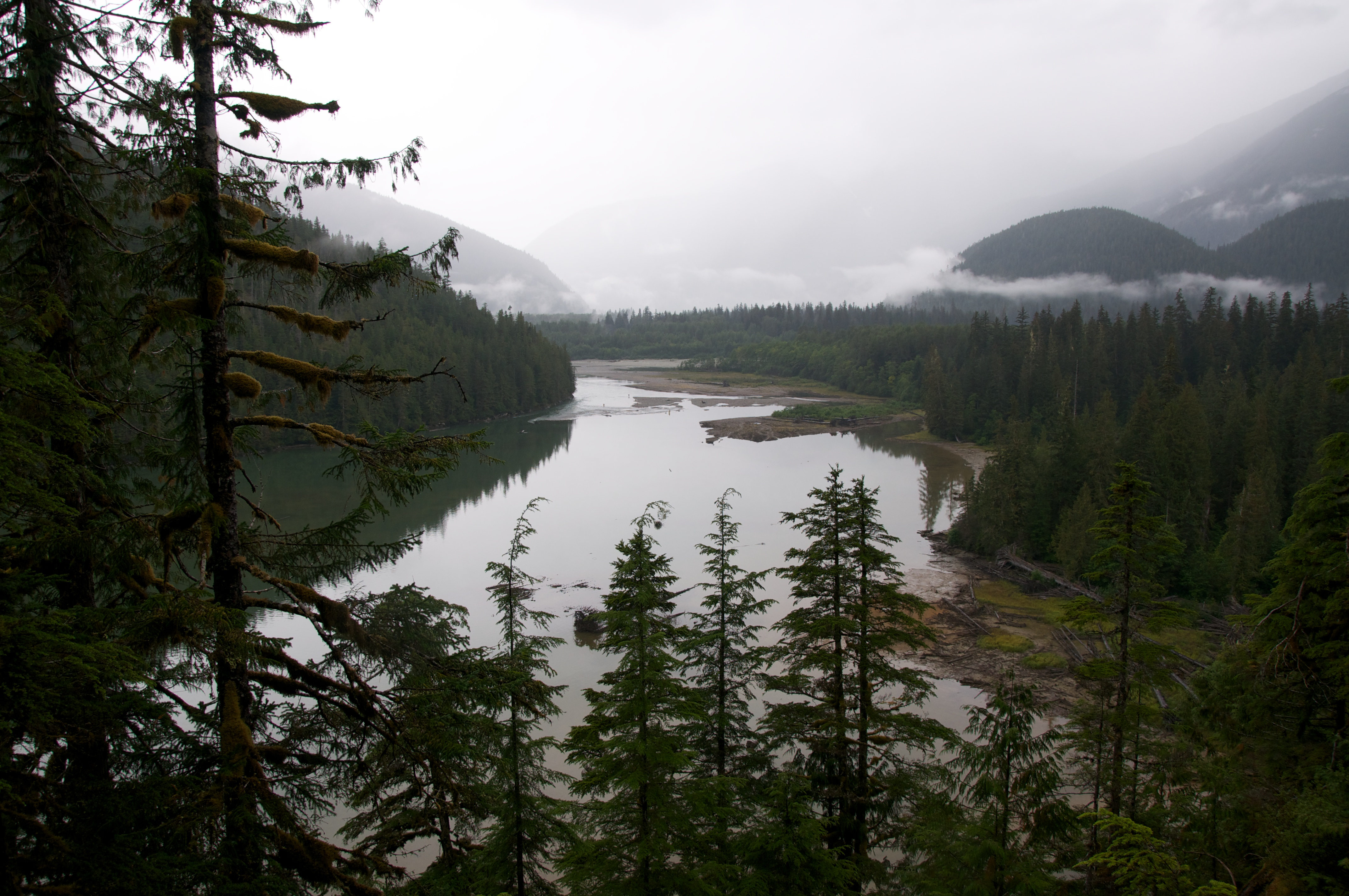
Le lac Kitlope dans le parc provincial Kitlope Heritage Conservancy

La forêt pluviale du Grand Ours (Great Bear Rainforest en anglais), également appelée la forêt de la Côte centrale et du Nord (Central and North Coast forest en anglais) est une forêt tempérée humide située sur la côte pacifique de la Colombie-Britannique au Canada. Elle couvre une superficie de 6,4 millions d'hectares. Elle fait partie des forêts pluviales tempérées du Pacifique qui sont la plus grande forêt pluviale tempérée côtière au monde.
La forêt pluviale de Great Bear a été officiellement reconnue par le gouvernement de la Colombie-Britannique en février 2016 lorsque celui-ci annonça une entente de protéger de façon permanente 85 % du territoire forestier primaire de cette forêt contre l'exploitation forestière industrielle. En septembre de la même année, la forêt a été admise au Queen's Commonwealth Canopy.

## Géographie
La forêt pluviale de Great Bear couvre environ 64 000 km2. Elle s'étend des îles Discovery au sud jusqu'à la frontière avec l'Alaska au nord. Elle inclut toutes les îles au large du continent sur son étendue à l'exception de l'île de Vancouver et de l'archipel des Haida Gwaii. Son extrémité nord se situe au canal Portland près de Stewart. Au sud, elle inclut Prince Rupert, la majorité du canal Douglas, la moitié de l'île Hawkesbury et une partie du canal Gardner. Kitimat, à l'est, est situé à l'extérieur de la région. Plus au sud, la région inclut toute la côte à l'ouest et au sud des parcs provinciaux Fiordland Conservancy (en), Kitlope Heritage Conservancy et Parc provincial de Tweedsmuir qui inclut les canaux Dean et Burke (en) ainsi que la baie Rivers (en) et les communautés de Bella Bella, de Bella Coola et de Hagensborg. L'extrémité sud de la région inclut la baie Knight, mais pas la baie Bute,.

## Écologie

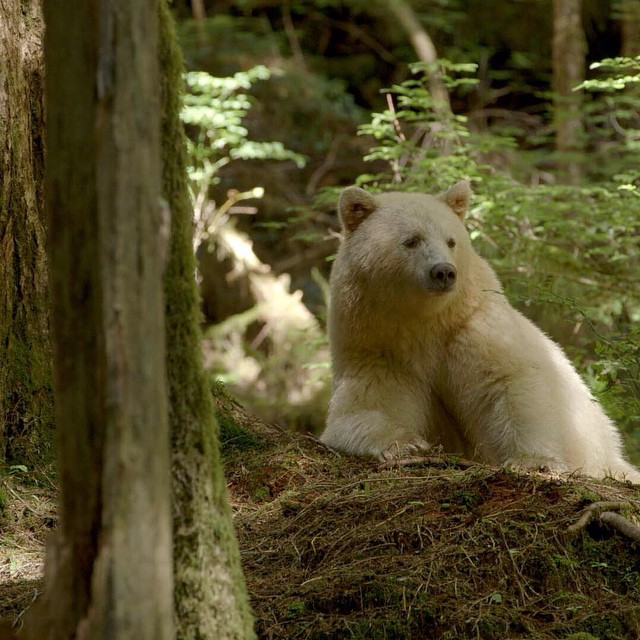
Un ours Kermode de la forêt pluviale de Great Bear.

La forêt pluviale de Great Bear est l'une des plus grandes étendues de forêts pluviales tempérées intactes au monde. La région comprend plusieurs espèces telles que des cougars, des loups gris, des saumons, des grizzlis et des ours Kermode, une sous-espèce unique de l'Ours noir dont les oursons ont une fourrure blanche récessive. La forêt comprend un cèdre de l'Ouest rouge vieux de 1 000 ans et une épinette de Sitka de 90 mètres de haut.
Les forêts pluviales côtières tempérées sont caractérisées par leur proximité à la fois de l'océan et des montagnes. Des pluies abondantes causent une grande humidité dans l'air provenant de l'océan qui se heurte aux chaînes de montagnes.